# Политический лозунг
Полити́ческий ло́зунг — краткое, сжатое (часто афористическое) выражение (лозунг), отражающее политические, идеологические принципы, выдвигаемые некой политической силой (движением, партией, государством) в качестве основы её деятельности в некий период времени.
С филологической точки зрения политический лозунг можно рассматривать как специальный жанр публицистического дискурса, малый жанр политического текста. Являясь частью более широкого семантического контекста, соответствующего некоторой идеологии в целом, лозунги представляют собой наиболее концентрированное и понятное своим адресатам выражение той идеологии, к которой они относятся. Также, политические лозунги можно рассматривать как специфические языковые единицы, которые, обладают чертами устойчивых словесных комплексов и находятся в одном ряду с объектами фразеологии в широком смысле этого понятия. Для лозунгов характерны устойчивость грамматической структуры и компонентного состава. Для них характерны постоянство семантики. В политической речи они, как правило, выполняют роль предикатов. Большая часть лозунгов представляет собой крылатые выражения.
С психологической точки зрения лозунги являются мощным средством воздействия на сознание.

Красный флаг с лозунгом эсеров «В борьбе обретёшь ты право своё!» белого цвета
(Въ борьбѣ обрѣтешь ты право свое!

## Лозунги и речёвки
Политические лозунги следует отличать от речёвок. Речёвка — рифмованный ритмический текст, исполняемый в такт определённому действию, призванный выразить эмоции, мысли. Наиболее распространены спортивные речёвки, исполняемые болельщиками во время соревнований. Политические речёвки, также как и лозунги, предназначены для того, чтобы в кратком, образном виде выразить определённые политические и идеологические установки.
Наибольшее распространение речёвки получают в периоды обострения политической борьбы. Например, в Чили в начале 70-х годов XX века была популярна речёвка El pueblo unido jamas sera vencido! (Пока мы едины — мы непобедимы), символизирующая поддержку президента Сальвадора Альенде. Достаточно часто в речёвках высмеиваются политические противники.